# Catherine Kintzler
Pour les articles homonymes, voir Kintzler.
Catherine Kintzler, née en 1947, est une philosophe française, spécialiste de l'esthétique et de la laïcité.

## Biographie
Agrégée de philosophie, Catherine Kintzler a enseigné la philosophie en lycée de 1970 à 1992. En 1990, elle obtient un doctorat en philosophie à l'université Paris IV et enseigne à l'université Lille III de 1992 à 2007.
En novembre 1989, à l’époque des débats sur le voile islamique à l'école, elle signe une tribune dans Le Nouvel Observateur avec Elisabeth Badinter, Régis Debray, Alain Finkielkraut et Elisabeth de Fontenay.
Depuis cette affaire, elle entretient un débat de fond avec des intellectuels comme l'historien Jean Baubérot[réf. nécessaire] ou le philosophe Abdennour Bidar qui insistent sur la conception libérale de la laïcité qui est issue de la loi de 1905.
Elle a aussi critiqué le syntagme de « laïcité positive », employé par le président Nicolas Sarkozy dans plusieurs de ses discours. Ainsi, en février 2008, elle co-signe avec sept autres intellectuels, dont Henri Peña-Ruiz ou Caroline Fourest, une tribune publiée dans Libération intitulée « Sauver la laïcité », dénonçant la prétendue « remise en cause violente et globale » de la laïcité par le Président de la République Nicolas Sarkozy, accusé de mener « l’offensive avec la plus grande brutalité ».
Elle est membre du conseil scientifique de l'UFAL.

## Distinctions
- 2013 :  Chevalier de la Légion d'honneur [6]
- 2014 : Prix de la laïcité , remis par le Comité Laïcité République[7].
- 2016 : Prix de l'Union rationaliste [8]

### Articles et documents
- « La Laïcité face au communautarisme et à l’ultra-laïcisme », sur mezetulle.net, 14 octobre 2007
- « Modernité de Rameau », sur concertclassic.com, 4 février 2014
- « Laïcité, "vivre ensemble" et liberté » Conférence sur Youtube, 15 avril 2014
- « Contre l'intégrisme, choisissons la respiration laïque », sur lemonde.fr, 31 janvier 2015
- « Penser la laïcité pour le XXIe siècle », dans Les Cahiers français no 387 (La Documentation française), juin 2015.